# Helicopsyche turbida
Helicopsyche turbida är en nattsländeart som beskrevs av Navás 1923. Helicopsyche turbida ingår i släktet Helicopsyche och familjen Helicopsychidae. Inga underarter finns listade i Catalogue of Life.